# Park Narodowy Palenque

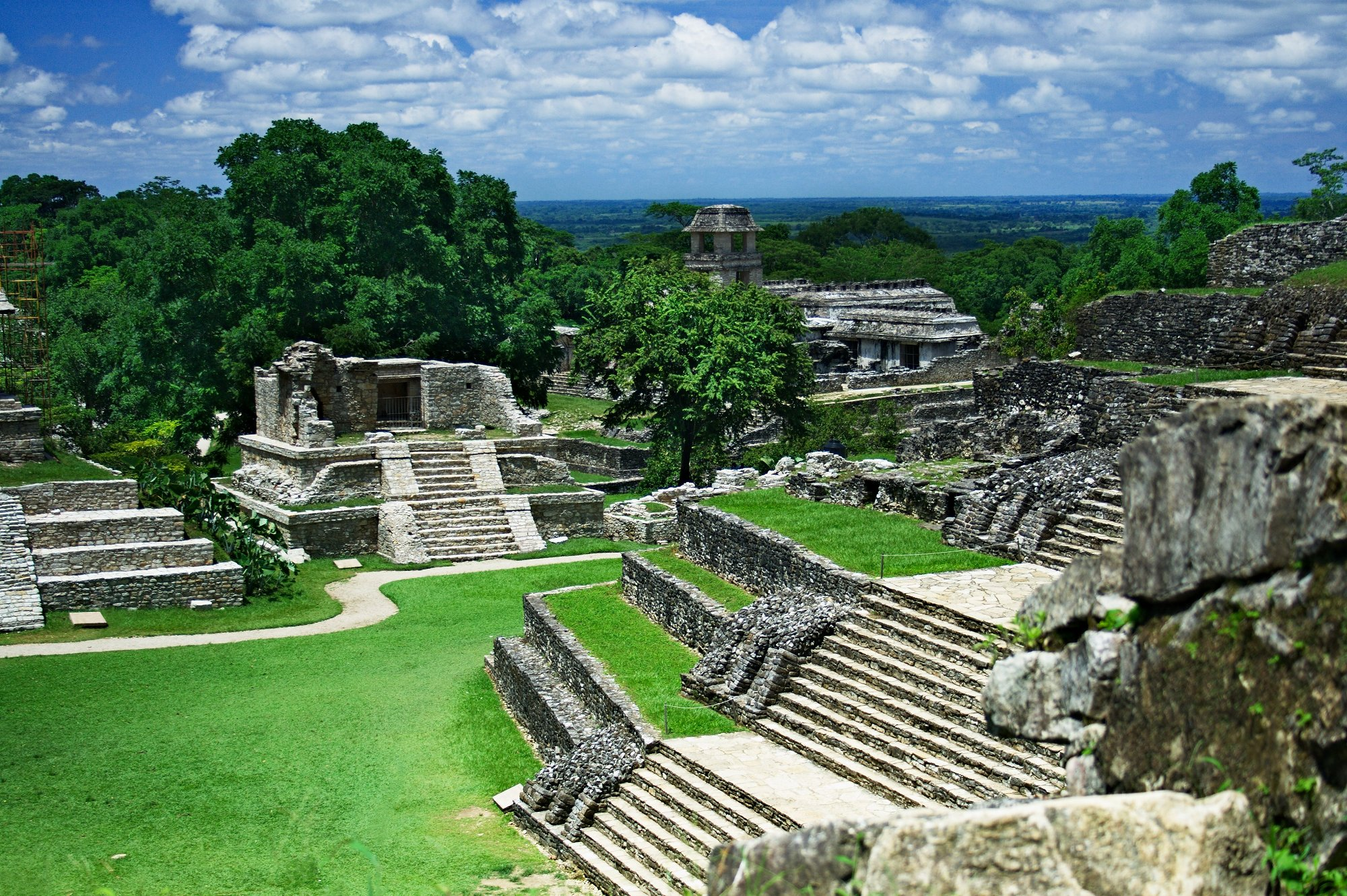
Widok z jednej z piramid

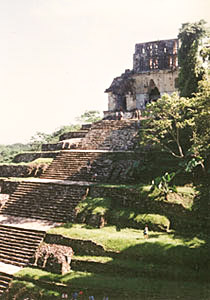
Świątynia Krzyża

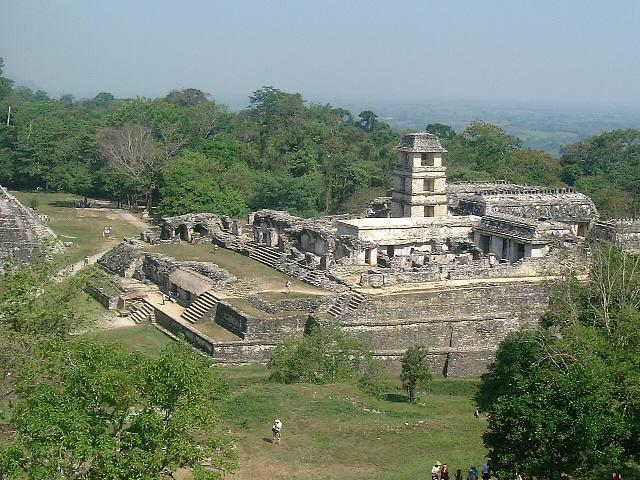
Ruiny kompleksu pałacowego

Palenque – stanowisko archeologiczne położone w stanie Chiapas w Meksyku. Leży w odległości około 150 km na południe od wybrzeża Zatoki Meksykańskiej, niedaleko rzeki Usumacinta. W 1746 r. odkryto tu ruiny miasta Majów. Największy jego rozkwit przypada na okres od połowy VII do końca VIII wieku za panowania króla Pakala Wielkiego i jego syna króla Kana Bahlama. Od 1981 roku dekretem rządu federalnego teren stanowiska ma status parku narodowego.
Wśród ruin największą sensacją stała się tzw. Świątynia Inskrypcji. Zbudowana została na piramidzie schodkowej o wysokości 16 m złożonej z dziewięciu stopni. Szerokość świątyni wynosi 23,4 m. Wejścia do niej mieszczą się pomiędzy sześcioma filarami ozdobionymi dawniej postaciami wykonanymi ze stiuku. Nogi postaci wykonane były w formie głów węży (do dziś pozostały jedynie fragmenty tej dekoracji). Po obu stronach wejścia wykuto 620 hieroglifów, od nich pochodzi nazwa świątyni. Stromy dach świątyni zwieńczony był ażurowym grzebieniem. Podczas prac archeologicznych prowadzonych w latach 1942–1952 we wnętrzu świątyni odkryto przejście do krypty grobowej (odkrycia dokonał w 1946 r. archeolog A. Ruz Lhuiller. Dwudziestopięciometrowe przejście zasypane było gruzem, prace oczyszczające trwały cztery lata). Krypta grobowa zbudowana została poniżej poziomu podstawy piramidy. Schody łączące kryptę ze świątynią to dwa biegi po 26 i 23 stopnie. W dolnej części tej wewnętrznej klatki schodowej znaleziono 6 szkieletów ludzkich (najprawdopodobniej zabitych podczas ceremoniału pogrzebowego) oraz naczynia i dary. Wejście do krypty zamyka płyta kamienna w kształcie trójkąta. Sama krypta ma wymiary 9 × 3 m i wysokość 6,6 m. Ściany krypty są ozdobione stiukowymi dekoracjami przedstawiającymi dziewięć postaci kapłanów lub jak sądzą inni badacze bóstw nocy. Wewnątrz krypty znaleziono sarkofag ze szkieletem Pakala Wielkiego, władcy Palenqué zmarłego w 683 roku. Twarz władcy przesłonięta była jadeitową maską. W sarkofagu znaleziono także wykonane z jadeitu ozdoby (bransolety, pektorał). Ściany sarkofagu pokrywają hieroglify z datą 633. Płyta wierzchnia pokryta jest reliefem wyobrażającym postać mężczyzny spoczywającego na masce boga ziemi i śmierci. Wykuty wizerunek ptaka Moan symbolizuje śmierć. Mężczyzna spogląda na krzyż Majów zakończony ciałami węży. Obramowanie reliefu wykonane zostało jako pas z wyobrażeniami Słońca, Księżyca, planety Wenus i sześciu głów ludzkich. Wnętrze sarkofagu z wnętrzem świątyni stojącej na szczycie piramidy łączyła gliniana rura w kształcie węża. Nie wiadomo, czy był to kanał wentylacyjny czy też symboliczne połączenia świata zmarłych i żywych.
Wedle innej znanej interpretacji płaskorzeźba przedstawia mężczyznę w rakiecie.
Do innych zabytków odnalezionych w tym miejscu należą:
- Świątynia Hrabiego;
- Świątynie Krzyża, Słońca i Liściastego Krzyża – położone na piramidzie schodkowej zostały zbudowane najprawdopodobniej przez następców Pacala;
- Świątynia XIII – zawierająca grobowiec Czerwonej Królowej;
- ruiny pałacu – stanowią kompleks kilku budynków i trzech dziedzińców wzniesionych na przestrzeni życia kilku pokoleń, na sztucznej, szerokiej platformie (o wysokości 10 m. i wymiarach w rzucie 100 × 80 m.). W skład zabudowań pałacowych wchodzi też czterokondygnacyjna wieża;
- boisko do gry w pelotę;
- pozostałości kamiennego akweduktu, który prowadził wodę z rzeki Otulum.

W 1987 roku ruiny wpisano na listę światowego dziedzictwa UNESCO.